# Rottenmann
Rottenmann – miasto w Austrii, w kraju związkowym Styria, w powiecie Liezen. Liczy 5250 mieszkańców (1 stycznia 2017).